# 가야베군

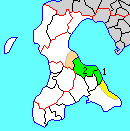
가야베 군의 위치

가야베군(일본어: 茅部郡)은 일본 홋카이도 오시마국의 군이다.
인구 17,043명, 면적 479.42km², 인구밀도 35.5명/km².(2025년 2월 28일, 주민기본대장인구)
이하 2정으로 구성된다.
- 시카베정(鹿部町)
- 모리정(森町)

## 역사
에도 시대에 가야베 군역에는 마쓰마에번에 장소가 열렸고 일본인의 거주지였다. 원래는 마쓰마에 번령이 되고 있었지만, 에도 시대 후기에 가야베 군역을 포함한 오시마 국역이 천령이 되었다.
1869년에 가야베 군이 두어져 홋카이도 오시마국에 포함되었다. 설립 당시, 현재의 하코다테시 동부(구 도이 정, 에산 정, 도도홋케 촌의 각 전역)와 현재의 후타미 군 야쿠모정 남서부도 포함되었다.
- 2004년 12월 1일 - 미나미카야베 정이 하코다테 시에 편입되었다.
- 2005년 4월 1일 - 모리 정·스나하라 정이 합병해, 모리 정이 성립하였다.